# 千島華洋
千島 華洋（ちしま かよう、明治23年（1890年）‐昭和43年(1968年7月18日）は、明治時代から昭和時代にかけての日本画家。

## 来歴
川合玉堂及び鏑木清方の門人。本名は千島半九。明治23年、埼玉県の生まれ。始めは玉堂に入門していたが、後に清方門に移った。郷土会展には第2回、第5回、第8回、第10回、第12回、第14回、第16回と出品を続けている。大正5年（1916年）の第2回展に「たま」を、大正9年（1920年）の第5回展に「ぬかるみ」を、大正12年（1923年）の第8回展に「子供」を、大正14年（1925年）の第10回展に「霜柱」を、昭和2年（1927年）の第12回展に「子供」を、また同年10月の第8回帝展に「風鈴」を、昭和4年（1929年）5月の第14回郷土会展に「花眼鏡（花めがね）」を、昭和6年（1931年）5月の第16回同展に「子供」を出品している。
華洋は昭和2年に帝展に「風鈴」を初出品、入選した後は9回に「雪のあした」、11回に「朝」、12回に「さつき晴」（二曲一隻）、13回に「初氷」、14回に「思い出」を出品、昭和15年（1940年）11月の紀元二千六百年奉祝美術展には「つむじ風」を出品している。この紀元二千六百年奉祝美術展では清方が展覧会委員をつとめており、同門の伊東深水、榎本千花俊、門井掬水、寺島紫明、山川秀峰、長谷川春子、桜井霞洞らが作品を出品していた。